# Teddy Walters
 Teddy Walters (* um 1920; † nach 1947) war ein US-amerikanischer Musiker (Gesang, Gitarre, Komposition), der in der Swingära als Bandvokalist erfolgreich war.

## Leben und Wirken
Teddy Walters begann seine Karriere als Gitarrist bei Gene Krupa and His Orchestra, mit dem 1942 erste Aufnahmen entstanden („That Drummer’s Band“, Columbia). In den folgenden Jahren arbeitete er bei Les Brown (1943), Tommy Dorsey, den Cozy Cole All Stars (1944), Eddie Heywood/Billie Holiday („How Am I to Know?“, 1944) und bei Sonny Greer. Ab Mitte 1944 war er Bandvokalist bei Jimmy Dorsey, zu hören in Titeln wie „This I Love Above All“, „Twilight Time“ oder „Moon On My Pillow“ (Decca 1944).
Unter eigenem Namen legte er 1946, begleitet vom Mannie Klein Orchestra, mehrere Singles vor, meist romantische Balladen wie „Laughing on the Outside (Crying on the Inside)“/ „You I Love“ (ARA), „Adventure“ (Musicraft), „Only Heaven Knows“, „You Can Call It Madness“ und „Why Don’t We Say We’re Sorry“ (mit Sonny Burke Orchestra). 1946 war er bei Artie Shaw Mitglied der Gesangsgruppe Mel-Tones um Mel Tormé. Stilistisch orientiert sich sein Gesang an Dick Haymes.
Im Bereich des Jazz war er zwischen 1942 und 1947 an 53 Aufnahmesessions beteiligt. Mit Sid Robin schrieb er die Titel „Wait Till It Happens to You“ und „My Baby Said Yes“.